# Pterostylis laxa
Pterostylis laxa är en orkidéart som beskrevs av John A.P. Blackmore. Pterostylis laxa ingår i släktet Pterostylis och familjen orkidéer. Inga underarter finns listade i Catalogue of Life.